# Landtagswahl in Vorarlberg 1923
- SDAPDÖ: 5
- CS: 21
- GDVP: 2
- LB: 2

Die Landtagswahl in Vorarlberg 1923 wurde am 21. Oktober 1923, am gleichen Tag wie die Nationalratswahl, durchgeführt und war die zweite Landtagswahl in Vorarlberg in der Ersten Republik. Dabei konnte die Christlichsoziale Partei (CSP) mit ca. 63 % die absolute Stimmen- und Mandatsmehrheit halten und stellte in der Folge 21 der 30 Landtagsabgeordneten. Den zweiten Platz belegte die Sozialdemokratische Arbeiterpartei Deutschösterreichs (SDAPDÖ), die 17,8 % und 5 Mandate erzielte, allerdings einen Prozentpunkt gegenüber der vorhergehenden Landtagswahl verlor. 
Die Großdeutsche Volkspartei (GDVP) erreichte ca. 9,5 % der Stimmen und somit zwei Mandate. Der Landbund für Vorarlberg erhielt über 9 % der Stimmen und ebenfalls zwei Mandate. Die Kommunisten kamen auf lediglich 0,23 % der Stimmen und verfehlten den Einzug in den Landtag.

## Wahlergebnis
|                                                                | Ergebnisse 1923 | Ergebnisse 1923 | Ergebnisse 1923 |
| -------------------------------------------------------------- | --------------- | --------------- | --------------- |
| Partei                                                         | Stimmen         | %               | Mand.           |
| Christlichsoziale Partei (CSP)                                 | 43.529          | 63,04 %         | 21              |
| Sozialdemokratische Arbeiterpartei Deutschösterreichs (SDAPDÖ) | 12.302          | 17,82 %         | 5               |
| Großdeutsche Volkspartei (GDVP)                                | 6.593           | 9,55 %          | 2               |
| Landbund (LB)                                                  | 6.463           | 9,36 %          | 2               |
| Kommunisten                                                    | 158             | 0,23 %          | 0               |
| Gesamt                                                         | 69.045          | 100,00 %        | 30              |